# Femmouzes T.
Femmouzes T. (de « famous trobairitz » néologisme occitano-anglais pour « femmes troubadours célèbres ») est un groupe de musique populaire inspiré des cultures brésilienne, occitane, et de la chanson française, formé en 1992 par Françoise Chapuis (voix, pandeiro) et Rita Macedo (voix, accordéon).

## Membres du groupe
- Françoise Chapuis, (tambourin et voix) née le 17 avril 1967 à Valence et morte d'un cancer le 31 janvier 2023[1].

- Rita Macedo (accordéon chromatique et voix)

## Histoire du groupe
Rita Macedo et Françoise Chapuis se rencontrent à Toulouse en 1990. Deux ans plus tard, inspirées par les Fabulous Trobadors, elles forment le duo Femmouzes T.
Elles se sont rencontrées à Toulouse par l'intermédiaire de Claude Sicre et des Fabulous Trobadors : « Nos routes se sont croisées au moment où Françoise faisait partie de COCU, le Comité organisateur du carnaval universitaire de Toulouse », raconte Rita. C'était en 1986, le Comité avait fait venir une école de samba de Rio et un trio electrico, ces gros chars carnavalesques, dont mon père (Osmar Macedo) est un des inventeurs. À l'occasion de ce grand carnaval à Toulouse, ma famille est venue jouer avec mes quatre frères. Moi, je suis arrivée un an plus tard, invitée par les membres du COCU, dont faisait partie Claude Sicre. »
Trois titres écrits par Claude Sicre figurent sur leur premier album, sorti en juin 1996. Leur deuxième album, paru en 2000, est réalisé par Jean-Marc Enjalbert, human beatbox des Fabulous Trobadors, et mixé par Michel Eskenazi. Il est enregistré dans le studio de la compagnie Lubat. Bernard Lubat et André Minvielle sont invités sur le titre Uzeste Festival,. Le guitariste Serge Faubert et le percussionniste brésilien Eraldo Gomez accompagnent le duo sur l'album et la tournée Tripopular, 2005. L'album est réalisé par Serge Faubert.

## Collaborations et tournées
Le duo se produit en Europe, ainsi qu'en Afrique, au Moyen-Orient, au Canada et au Brésil. En 2002, elles chantent sur le titre Le Pétrin, qui figure sur l'album Champ libre du groupe La Tordue. En 2004, les Femmouzes T se produisent au Festival des troubadours de Fortaleza au Brésil. Elles participent à l'album Carnet de bord de Bernard Lavilliers, qu'elles accompagnent également en tournée. Elles se produisent au Bataclan à l'occasion des soirées « de libre circulation » organisées par Les Têtes Raides,.

## Discographie

### Albums
- Femmouzes T (Willing Productions/Scalen, 1996)
- 2 (Créon/Virgin, 2000)
- Tripopular (Shaoline Music/Mosaïc Music, 2005)
- Résistantes (Aztec Musique, 2023)[11]